# Ernie Hunt
Ernie Hunt, született Roger Patrick Hunt (Swindon, 1943. március 17. – 2018. június 20.) angol labdarúgó, csatár.

## Pályafutása

### Klubcsapatban
A Swindon Town korosztályos csapatában kezdte a labdarúgást, ahol 1959-ben mutatkozott be az első csapatban. 1965-ben szerződött a Wolverhampton Wanderers együtteséhez, ahol két idényt töltett el. 1967-ben kölcsönben szerepelt az amerikai Los Angeles Wolvesban. 1965 és 1968 között az Everton, 1968 és 1973 között a Coventry City játékosa volt. 1973-ban kölcsönjátékos volt a Doncaster Roversben. 1973–74-ben a Bristol City, majd az Atherstone Town labdarúgója volt.

### A válogatottban
1963 és 1966 között három alkalommal szerepelt az angol U23-as válogatottban.

## Sikerei, díjai
Los Angeles Wolves
- Amerikai bajnokság
  - bajnok: 1967